# الكباسي (البصرة)
الكباسي قرية زراعية عراقية تقع في جنوب العراق شرقي مدينة البصرة وتتبع أداريا إلى قضاء شط العرب، تعرضت المنطقة إلى التدمير أثناء الحرب العراقية الإيرانية في اواخر الثمانينات من القرن الماضي .

## الموقع
تقع القرية على طريق دولي يربط العراق بإيران، تقع جنوب مدينة شط العرب وشمال ناحية التنومة وهي من القرى الكبيرة في محافظة البصرة.